# Бред Сілберлінг
Бредлі Мітчелл Сільберлінг (англ. Bradley Mitchell Silberling; нар. 8 вересня 1963) — американський кінорежисер, відомий такими художніми фільмами як «Каспер» (1995), «Місто ангелів» (1998), «Місячна миля» (2002), «Лемоні Снікет: 33 нещастя» (2004) та «Земля загублених» (2009).

## Біографія
Сілберлінг народився у Вашингтоні, округ Колумбія, син Джойс Енн (Такер), консультанта з питань подорожей, та Роберта Мюррея Сілберлінга, який був віце-президентом CBS Entertainment Productions. Сілберлінг навчався в Каліфорнійському університеті в Санта-Барбарі і отримав ступінь бакалавра з англійської мови в 1984 році. Згодом навчався кінорежисурі в кіношколі UCLA .
У 1986 році Сілберлінг став асистентом з виробництва у дитячій програмі. Потім він став режисером телебачення та кіно. Фільм Сілберлінга 2002 року «Місячна миля» знятий після вбивства його дівчини, актриси Ребекки Шеффер, в 1989 році. У 2006 році фільм Сілберлінга «10 кроків до успіху» став першим фільмом, який був легально доступний для завантаження під час його театрального прогону. Це стало можливим завдяки тісним стосункам ClickStar та Silberling із її власниками Морганом Фріменом та Лорі Маккрірі.
У 1998 році Сілберлінга розглядала компанія Warner Bros. як одного із кандидатів на режисера «Гаррі Поттер і філософський камінь». Незважаючи на те, що він почав планувати фільм і був готовий підписатися на його постановку, режисером обрали Кріса Коламбуса.

## Особисте життя
Сілберлінг зустрічався з акторкою Ребеккою Шеффер, з якою він познайомився в кіношколі UCLA, але її убили в 1989 році. Згодом він одружився з актрисою Емі Бреннеман, з якою познайомився на знімальному майданчику NYPD Blue. З нею він має двох дітей Шарлотту та Бодхі. У 2000 році пара придбала будинок у місті Чілмарк, штат Массачусетс, а у 2011 році переїхали у Вест-Тісбері, штат Массачусетс.

## Фільмографія

### Фільми
| Рік  | Фільм                     | Режисер | Продюсер | Сценарист |
| ---- | ------------------------- | ------- | -------- | --------- |
| 1995 | Каспер                    | Так     | Ні       | Ні        |
| 1998 | Місто янголів             | Так     | Ні       | Ні        |
| 2002 | Місячна миля              | Так     | Так      | Так       |
| 2004 | Лемоні Снікет: 33 нещастя | Так     | Ні       | Ні        |
| 2006 | 10 кроків до успіху       | Так     | Так      | Так       |
| 2009 | Країна загублених         | Так     | Так      | Ні        |
| 2017 | Звичайна людина           | Так     | Так      | Так       |

### Телебачення
| Рік         | Назва                        | Режисер | Продюсер | Примітки                                                                     |
| ----------- | ---------------------------- | ------- | -------- | ---------------------------------------------------------------------------- |
| 1989        | Альфред Хічкок презентує     | Так     | Ні       | Епізод: «Водіння під впливом»                                                |
| 1990–1991   | Дугі Гаузер, доктор медицини | Так     | Ні       | Епізоди: «Автомобільні війни», «Лікар, дружина, її син і робота», «Дугструк» |
| 1990        | Коп-рок                      | Так     | Ні       | Епізод: «Потс не підводить мене зараз»                                       |
| 1991–1992   | Бруклінський міст            | Так     | Ні       | Епізоди: «Хлопчики літа», «Великі сподівання», «Казка про два райони»        |
| 1992        | Великий Скотт!               | Так     | Так      |                                                                              |
| 1992        | Громадянські війни           | Так     | Ні       | Епізод: «Купуй, поки не кинеш»                                               |
| 1992        | Закон Лос-Анжелеса           | Так     | Ні       | Епізод: «Я готовий до свого крупного плану, пане Марковіц»                   |
| 1993, 1996  | Поліція Нью-Йорка            | Так     | Ні       | Епізоди: «Особистий фол», «Оскар, Мейер, Вайнер», «Товстий Стю»              |
| 1994 рік    | Райські бідди                | Так     | Ні       | Епізод: «Пілот»                                                              |
| 1998 рік    | Фелісіті                     | Так     | Ні       | Епізод: «Гарячі об'єкти»                                                     |
| 2001 рік    | Судячи з Емі                 | Так     | Ні       | Епізод: «Один за дорогу»                                                     |
| 2011 рік    | Радуйся, Маріє               | Так     | Так      | Телефільм                                                                    |
| 2013–2017   | Царство                      | Так     | Так      |                                                                              |
| 2014–2019   | Незаймана Джейн              | Так     | Так      |                                                                              |
| 2015 рік    | Пуховий пес                  | Так     | Так      | Телефільм                                                                    |
| 2016 рік    | Серцебиття                   | Ні      | Так      |                                                                              |
| 2016–2017   | Не завтра                    | Так     | Так      |                                                                              |
| 2017 — 2022 | Династія                     | Так     | Так      | Епізоди: «I Hardly Recognized You» та «Rotten Things»                        |
| 2018 — 2022 | Чародійки                    | Так     | Так      | Епізоди: «Pilot» та «You're Dead to Me»                                      |
| 2020        | Деш і Лілі                   | Так     | Так      | Епізоди: «Dash» та «Lily»                                                    |
| 2023        | Допоможи мені, Тодде         | Так     | Ні       | Епізод: «Against All Todds»                                                  |
| 2024        | Метлок                       | Так     | Ні       | Епізод: «A Guy Named Greg»                                                   |